# Turó de Prat Agre
El Turó de Prat Agre és una muntanya de 2.017 metres que es troba entre els municipis de Bellver de Cerdanya i Riu de Cerdanya, a la comarca de la Baixa Cerdanya i de Guardiola de Berguedà, a la comarca catalana del Berguedà.
Es troba a la carena de la serra de Moixeró i està dins del Parc Natural Cadí-Moixeró.